# John Houston (homme politique britanno-colombien)
Pour les articles homonymes, voir John Houston et Houston.
John Houston (novembre 1850-8 mars 1910) est un homme politique canadien de la Colombie-Britannique. Il est député provincial indépendant de la circonscription britanno-colombienne de West Kootenay-Nelson de 1900 à 1903 et de Nelson City à titre de député conservateur de 1903 à 1907.

## Biographie
Né à Alton (en) dans le Canada-Ouest (Ontario), Houston entame une carrière d'éditeur de journaux en Colombie-Britannique à Donald. Il poursuit dans ce domaine pendant 22 ans dans les villes New Westminster, Nelson, Rossland et Prince Rupert. Son dernier journal en tant qu'éditeur est publié à South Fort George (en) en 1910.

### Carrière politique
Houston est le premier maire de la ville de Nelson pendant la période allant de 1897 à 1905.
Durant son passage à l'Assemblée législative de la Colombie-Britannique, Houston est remarqué pour ses prises de positions dénonçant les politiques de la compagnie ferroviaire Canadian Pacific et soutenant une motion visant à mettre fin aux allocations provinciales auprès des compagnies des chemins de fer.

### Hommage
- Houston, ville forestière et minière
- Houston Lane à Prince George en Colombie-Britannique

### Fin de vie
Houston meurt en mars 1910 à l'âge de 74 ans.